# CSJ Prahova
Clubul Sportiv Județean Prahova este un club sportiv aflat în administrarea județului Prahova din România. Clubul are secții de baschet, handbal și volei.
Înființat în anul 2019, prin Hotărârea Consiliului Județean Prahova nr. 87/2019, CS Activ Prahova Ploiești este o „persoană juridică de drept public, instituție publică de interes județean, aflată în subordinea Consiliul Județean Prahova”. Organigrama clubului, statul de funcții și emblema au fost decise prin aceeași hotărâre nr. 87/2019. Scopul Clubului Sportiv Activ Prahova Ploiești îl constituie „organizarea și administrarea de activități sportive, pentru comunitate, inclusiv a activitaților de performanță, selecție, pregătire și participare la competiții interne și internaționale”. Activitatea clubului este finanțată integral din alocații/subvenții de la bugetul județean. Sediul clubului se află pe Bulevardul Republicii nr.2-4, Palatul Administrativ, cam. 304-305 din Ploiești.
Prin Hotărârea Consiliului Județean Prahova nr. 82/2024 Clubul Sportiv Activ Prahova Ploiești a fost redenumit Clubul Sportiv Județean Prahova iar culorile oficiale au fost schimbate din alb-negru-verde în albastru-galben-roșu.

## Secții

### Handbal
Secția de handbal a Clubului Sportiv Județean Prahova a fost înființată în 2019 și are în componență o echipă de senioare și o echipă de junioare. Echipa de senioare, formată prin preluarea echipei de senioare HC Activ CSO Plopeni de către noul club CS Activ Prahova Ploiești, evoluează în Divizia A, eșalonul valoric secund  al campionatului național de handbal feminin românesc. În sezonul 2020-2021 echipa a evoluat în Liga Națională.

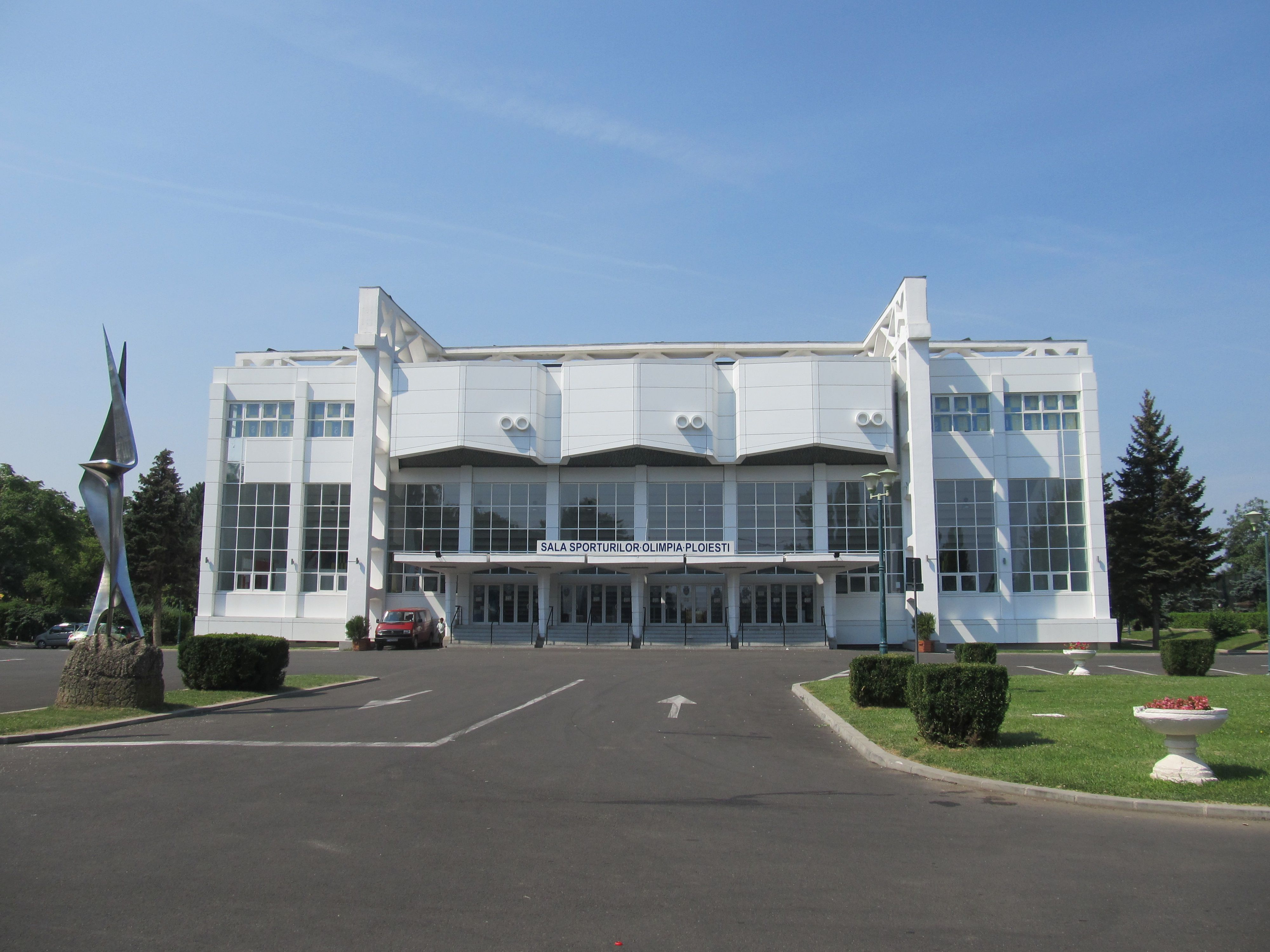
Sala Sporturilor Olimpia Ploieşti

Echipa de handbal feminin CSJ Prahova își desfășoară meciurile de pe teren propriu în Sala Sporturilor Olimpia din Ploiești, cu o capacitate de 3.500 locuri.